# Bartolomeo Zorzi

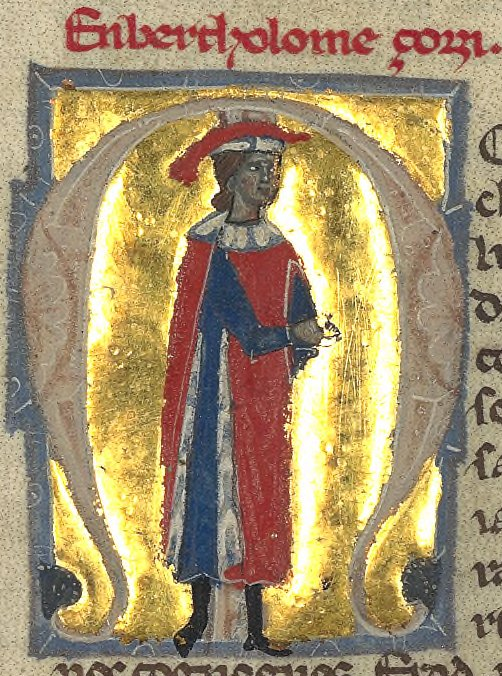

Bartolomeo Zorzi (Bertholome Çorgi o Çorzi nei manoscritti occitani) (Venezia, prima del 1260 – 1300 ?) è stato un mercante, patrizio, trovatore e poeta italiano che scrisse in dialetto provenzale.

## Biografia
Di Zorzi si sa che svolse la sua attività a Venezia fra il 1260 e il 1290. Era un mercante e durante un suo viaggio a Costantinopoli finì in prigione a Genova, 1266 al 1273, dove compose opere usando lo stile tenzone.
Trovò la morte in Grecia quando era castellano della fortezza di Corone.  Delle sue opere poetiche ci sono pervenute tredici canzoni di carattere amoroso, due canzoni dedicate alla Vergine, e tre sirventesi di argomento politico, tra i quali un compianto per la morte di Corradino di Svevia.
Esempi della sua opera:
Qu'eu ai viscut ses merce,
Enics, plens d'erranza,
Ergolhos, de mala fe,
Ab desmesuranza,
Falsa contra maint lejal,
Atressi cum lo camel
Ten hom ab pauca liuranda
Benigne e forz e fizel,
Si ben li dona turmen...